# Windows Me
Windows Millennium Edition, o Windows Me (nome in codice: "Millennium"), è un sistema operativo grafico sviluppato da Microsoft come parte della sua famiglia di sistemi operativi Windows 9x. È il successore di Windows 98 ed è stato distribuito alla produzione il 19 giugno 2000, con disponibilità generale il 14 settembre 2000.
Windows Me è stato l'ultimo sistema operativo pubblicato nella serie Windows 9x che è stato specificamente indirizzato agli utenti PC domestici, incluso Internet Explorer 5.5, Windows Media Player 7 e il nuovo software Windows Movie Maker, che forniva un editing video di base ed è stato progettato per essere facile da usare per gli utenti domestici. Microsoft ha anche aggiornato l'interfaccia utente grafica, le funzionalità della shell e Windows Explorer, con alcune di quelle introdotte per la prima volta in Windows 2000, che era stato pubblicato come sistema operativo orientato al business sette mesi prima. Windows Me potrebbe essere aggiornato a Internet Explorer 6 SP1 (ma non a SP2 (SV1) o Internet Explorer 7), Outlook Express 6 SP1 e Windows Media Player 9 Series. Supportava Microsoft .NET Framework fino alla versione 2.0 inclusa; tuttavia, le versioni 2.0 SP1, 3.x e successive non lo sono. Office XP era l'ultima versione di Microsoft Office compatibile con Windows Me. Nell'ottobre 2001, Windows XP è stato commercializzato ed è diventato il successore di Windows Me, diffondendo la maggior parte delle sue funzionalità e introducendo altri temi visivi e includendo il kernel Windows NT più affidabile.

## Storia
Nel 1997, "Millennium" era il nome in codice per una versione futura di Windows NT, che si prevedeva di pubblicare nel 2000 o nel 2001. Nel 1998 Microsoft affermò ufficialmente che non ci sarebbero state versioni di Windows 9x dopo Windows 98. Nel 1999 Microsoft tornò sui propri passi annunciando una nuova versione di Windows 9x, che in seguito si scoprì avere il nome in codice di Millennium. Nel 2000, fu pubblicata come Windows Millennium Edition (Windows Me).
Almeno 3 beta di Windows Me furono rese disponibili durante la fase di sviluppo. Il 24 settembre 1999, Microsoft annunciò la distribuzione di Windows Millennium Beta 1. La seconda versione beta fu pubblicata il 24 novembre 1999 e aveva due nuove caratteristiche: una tecnologia di protezione del File System e la possibilità di configurare le periferiche di gioco dal pannello di controllo. Molte build interne furono distribuite tra la beta 1 e la beta 2, aggiungendo caratteristiche quali aggiornamenti automatici e i menu personalizzati. La beta 3 fu resa disponibile l'11 aprile 2000. La data di disponibilità della versione completa fu il 31 dicembre 2000.
Subito dopo che Windows Me fu reso pubblico, Microsoft preparò una campagna per promuoverlo negli Stati Uniti d'America chiamata Meet Me Tour (un gioco di parole avendo in questo frangente Meet Me due significati: incontrami oppure incontra Me, dove con Me si indicava il sistema operativo). Essa coinvolgeva la Microsoft, gli OEM e altre società interessate nella vendita di Windows Me, in una attrazione interattiva multimediale presente in 25 città degli Stati Uniti.
Microsoft terminò il supporto principale per Windows Millennium Edition il 31 dicembre 2003. Il supporto esteso terminò invece l'11 luglio 2006, un anno dopo Windows 98. Windows Me conteneva anche la macchina virtuale Java scritta dalla Microsoft, che causò il ritiro suo e di Windows 98 dal Microsoft Developer Network alla fine del 2003.

## Caratteristiche principali
Si poneva come una continuazione del modello Windows 9x e ancora basato su DOS come i suoi predecessori, ma con accesso limitato alla modalità reale MS-DOS per ridurre il tempo di avvio del sistema. Era destinato specificamente per gli utenti domestici. Includeva Internet Explorer 5.5, Windows Media Player 7 e il nuovo programma Windows Movie Maker, che forniva funzionalità di base di montaggio video ed era progettato per essere facile da usare anche dagli utenti domestici. Microsoft aggiornò anche l'interfaccia grafica e la shell Windows Explorer, quest'ultima con alcune caratteristiche viste prima in Windows 2000, sistema operativo distribuito sette mesi prima per il mercato professionale.
Ha portato con sé alcune innovazioni, tra le quali l'introduzione del ripristino della configurazione di sistema, e nella multimedialità; infatti se in Windows 98 il punto focale fu l'integrazione con il web, in Windows Me tutto si gioca sulle funzioni multimediali che può offrire il computer, e in particolar modo sul divertimento e l'interattività. Windows Me offre così alcuni nuovi programmi per l'intrattenimento.

### Utilità di sistema
- Ripristino configurazione di sistema - progettata per semplificare il troubleshooting e la risoluzione degli errori. Lavorava come una funzionalità di rollback e recupero in modo che se l'installazione di una applicazione o driver danneggiava il sistema, l'utente poteva annullare l'installazione e tornare allo stato precedentemente funzionante del sistema. La tecnologia per svolgere questa funzione monitorava i cambiamenti al file system e al registro. Ripristino configurazione di sistema proteggeva solo il sistema operativo, ma non i file personali, perciò non era un sostituto di un programma di backup.
- Protezione file di sistema - introdotto per la prima volta con Windows 2000 (col nome di Windows File Protection), espandeva le funzionalità del Controllo file di sistema di Windows 98, con l'obiettivo di proteggere i file di sistema silenziosamente e automaticamente da modifiche e danneggiamenti. Mentre la protezione è attiva, la sostituzione o la cancellazione di un file di sistema causa l'immediato e silenzioso ripristino della copia originale da parte di Windows Me. La copia originale viene presa da una cartella di backup presente sul disco rigido (%WinDir%\Options\Install) o dal disco di installazione, se il file non è presente nella cartella di backup. Se il CD-ROM di installazione non è inserito nel lettore una finestra di dialogo informa l'utente del problema e richiede l'inserzione del CD-ROM nel lettore. La tecnologia System File Protection è un'altra cosa rispetto alla tecnologia Ripristino configurazione di sistema e non devono essere confuse. Il Ripristino configurazione di sistema mantiene un vasto elenco di cambiamenti incluse le installazioni delle applicazioni e dati di configurazione utente salvati, che possono essere ripristinati nel corso del tempo dall'utente, mentre System File Protection protegge i file del sistema operativo in modo automatico.
- System Configuration Utility - consente agli utenti di estrarre manualmente e ripristinare singoli file di sistema dai pacchetti di installazione di Windows Me. È stato anche ampliato con tre tab chiamati "Static VxDs", "Environment" e "International". La linguetta Static VxDs consente di abilitare o disabilitare i virtual device drivers statici che vengono caricato all'avvio, il tab Environment consente di abilitare o disabilitare le variabili d'ambiente, e il tab International consente di impostare il linguaggio della tastiera che precedentemente era impostato attraverso il file d'avvio dell'MS-DOS. Il pulsante Cleanup nella linguetta Startup consente di pulire la lista di avvio da voci danneggiate o mancanti.
- Monitor di sistema - al quale è stata aggiunta una sezione Dial-Up Adapter. Gli utenti possono ora monitorare dati tra i quali la velocità di connessione, i byte ricevuti o trasmessi per secondo.

### Multimedia

Windows Movie Maker

- Windows Image Acquisition - Windows Me l'API Windows Image Acquisition che standardizza i metodi di digitalizzazione dati consentendo alle applicazioni di comunicare in modo trasparente e più facile con dispositivi di acquisizione quali telecamere digitali e scanner. WIA aveva l'obiettivo di migliorare la configurazione e l'interfaccia utente degli scanner e dei dispositivi di acquisizione in genere, precedentemente supportati dallo standard TWAIN e semplificare ai programmatori la scrittura di driver.
- Windows Movie Maker: Questo programma di utilità era basato sulle tecnologie DirectShow e Windows Media per fornire ai computer con Microsoft Windows funzionalità di base di cattura e montaggio video. Consentiva agli utenti la possibilità di catturare, editare e ricodificare i contenuti multimediali in un formato Windows Media, un formato fortemente compresso che richiedeva una disponibilità minima di spazio di memorizzazione su disco rigido, in confronti agli altri formati.
- Windows Media Player 7 - che offriva molte nuove caratteristiche e funzionalità in confronto alle versioni precedenti, tra cui la guida WindowsMedia.com e il sintonizzatore radio integrato, così come un jukebox integrato e funzionalità di riproduzione, e un sistema di skin personalizzabili per consentire agli utenti di personalizzare l'aspetto e le operazioni del player cambiando l'interfaccia utente. Era anche possibile aggiornarlo alla versione 9 (Disponibile anche per Windows 9x e Windows 2k)
- Windows DVD Player - Microsoft incluse una versione rinnovata del suo DVD player in Windows Me. A differenza della versione inclusa in Windows 98, la nuova versione supportava la decodifica software dei film in DVD senza bisogno di avere una scheda di decodifica dedicata, così come un look completamente rinfrescato e tempi di caricamenti più veloci.
- Image Preview - In Windows Me, le immagini potevano essere visualizzate con il programma di utilità Anteprima Immagini. Esso consentiva di ruotare una immagine, stamparla o ingrandirla e rimpicciolirla senza ricorrere all'uso di IE (Internet Explorer) che non offriva neanche la metà di queste funzioni. Anteprima immagini supportava i formati BMP, DIB, EMF, GIF, JPEG, PNG, TIF e WMF.
- Giochi - Windows Me includeva la versione 7.1 della API DirectX e offriva anche nuovi giochi: Internet Backgammon, Internet Checkers, Internet Hearts, Internet Reversi, Internet Spades, Spider Solitaire and Pinball. L'ultima versione disponibile per Windows Me era la 9.0c, pubblica il 7 aprile 2006.

### Tecnologie di rete
- Un nuovo stack TCP/IP - Windows Me include lo stack e l'architettura di rete di Windows 2000[11] conosciuta per essere più affidabile, con più strumenti, stabile e con miglior prestazioni. Includeva anche il supporto per le connessioni FireWire, IrDA, uno strumento di risoluzione dei problemi di rete e un nuovo wizard per la creazione di connessioni di rete casalinghe.
- L'Home Networking Wizard - era progettato per aiutare gli utenti a configurare un computer con Windows Me per l'uso in una rete domestica. Includeva l'Internet Connection Sharing (ICS) così che il PC poteva condividere la sua connessione ad internet con altri computer della rete domestica.
- Il componente Dial-up Networking - era stato aggiornato, e forniva molti miglioramenti mantenendo però le caratteristiche delle precedenti versioni. L'interfaccia utente era stata rimodulata per fornire la configurabilità di tutti i parametri in una sola locazione. Essa includeva tre nuovi tab: Networking, Security and Dialing. Per migliorare il dial-up networking, Windows Me includeva il supporto nativo per il client Connection Manager dial-up. Usando il Connection Manager Administration Kit (un componente di rete opzionali di Windows 2000 server), gli amministratori di rete potevano pre-configurare e distribuire connessioni di accesso remoto, usando un file contendendo il profilo, su PC con Windows Me.
- Network Driver Interface Specification - (NDIS) era sia un componente software che un gruppo di specifiche per la progettazione di interfacce. Era un componente nativo Windows che gestiva i driver dei dispositivi di rete e la loro comunicazione con gli stack dei protocolli di rete come il TCP/IP. La versione 5.0 del NDIS per Windows Me era migliorata per fornire la corrispondenza con la stessa versione del NDIS di Windows 2000. Ciò comportava che le interfaccia di programmazione usata dall'autore del driver era la stessa per entrambe le versioni di Windows.
- Universal Plug and Play - Windows Me introdusse il support per l'Universal Plug and Play, spesso abbreviato in UPnP.

### Altre caratteristiche

Help and Support

- Aggiornamenti automatici - L'utilità di Aggiornamenti automatici scaricava e installava aggiornamenti critici dal sito Windows Update richiedendo una bassa interazione uomo-macchina. Era impostato di default per controllare la presenza di aggiornamenti ogni 24 ore. Gli utenti potevano scegliere quali aggiornamenti installare, benché fosse obbligatorio scaricare e installare gli aggiornamenti critici.
- Improved power management and suspend/resume operations - Windows Me migliorava significativamente il supporto per l'hard reboot, il cold boot, il pre e post logon boot e il ripristino dalla sospensione.[12] Forniva anche il supporto per lo ACPI S4 sleep state bastato su ACPI S4 controllato dal sistema operativo e altre caratteristiche di risparmio energetico senza necessità di driver di terze parti.[13]
- Cartelle compresse - Windows Me introdusse il supporto per il file ZIP attraverso una estensione della shell conosciuta come Cartelle Compresse. In origine introdotto nel pacchetto Plus! 98 per Windows 98, questa funzionalità consentiva la creazione, l'accesso e l'estrazione di file da archivi ZIP gestendo questi ultimi apparentemente come normali cartelle di Windows. L'utente poteva anche restringere l'accesso agli archivi ZIP con una password.
- Tastiera su schermo - in origine introdotto con Windows 3.1, era stato aggiunto il programma chiamato On-screen Keyboard che rendeva possibile inserire caratteri usando il mouse invece che la tastiera. Questa funzionalità era utile per computer attrezzati con una tavoletta grafica come dispositivi di puntamento primario, oppure per scopi di accessibilità.
- Un nuovo programma Help and Support - era stato aggiunto, in sostituzione del Windows Help presente in Windows 2000 e Windows 98. Il programma era basato su pagine HTML, e si avvantaggiava della tecnologia chiamata Support Automation Framework (SAF). Anche molti altri strumenti di aiuto erano inseriti in Windows Me.[14]
- USB mass storage drivers - Windows Me è l'unico sistema operativo della serie Windows 9x che include driver nativi per i dispositivi di memorizzazione di massa USB, tuttavia esiste un driver non ufficiale per estendere la compatibilità con Windows 98.[15]
- Windows Me includeva anche Internet Explorer 5.5 e diversi cambiamenti alla shell Windows Explorer, ereditati da Windows 2000. Per esempio, la funzione Cerca era ora integrata dentro Windows Explorer, invece di essere una applicazione a parte, e IE 5.5 supportava una nuova funzionalità di Anteprima di stampa.[16]
- Funzione compatibilità - Windows Me introduceva nelle proprietà di un programma la scheda compatibilità dove erano presenti opzioni per utilizzare il programma come se si eseguisse su una vecchia versione di Windows. Erano presenti anche opzioni per lo schermo, questa funzione fu molto pubblicizzata anche con l'arrivo di Windows XP

## Supporto per applicazioni
Windows Me poteva essere aggiornato ad Internet Explorer 6 SP1, ma non ad Internet Explorer 6 SP2 (o SV1); né (come nel caso di Windows 2000) poteva essere aggiornato a Internet Explorer 7 o a Windows Media Player 10 Series. L'ultima versione del Framework.NET disponibile era la 2.0; le versioni successive non erano compatibili. Office XP fu l'ultima versione della suite per ufficio della Microsoft ad essere compatibile con Windows 9x.
Windows Me era la continuazione del modello di sistema operativo noto come Windows 9x, tuttavia la caratteristica di funzionamento in modalità reale dell'MS-DOS era limitata, per consentire un'accelerazione della fase di avvio. Questa fu una nuova caratteristica tra le più pubblicizzate, perché le applicazioni che necessitavano della modalità reale MS-DOS, per esempio alcuni vecchi software di utilità per il disco, non potevano essere eseguite in Windows Me.
In confronto alle altre versioni di Windows, Windows Me ebbe una breve vita, di poco più di un anno. Infatti fu subito rimpiazzato da Windows XP (il successore anche di Windows 2000, visto che poi Microsoft avrebbe basato tutte le successive versioni sulla tecnologia Windows NT, abbandonando la distinzione tra Home User e Professional User, che fino ad allora era stata fatta), basato su tecnologia Windows NT, lanciato il 25 ottobre 2001. Il supporto a Windows ME è terminato nel 2006.

## Rimozione della modalità reale del DOS
Uno dei più pubblicizzati cambiamenti in Windows Me era che non includeva più la modalità reale dell'MS-DOS. Senza supporto alla modalità reale, Windows Me può avviarsi poco più velocemente senza perdita di funzionalità. Autoexec.bat e Config.sys non sono più eseguiti da IO.SYS durante l'avvio, e il sistema non può essere avviato come solo MS-DOS, né può essere ridotto ad una sola sessione MS-DOS una volta caricato. Perciò, applicazioni che hanno bisogno della modalità reale del DOS per essere eseguite, come i vecchi programmi di utilità del disco, non funzionavano su Windows Me. In più, i driver in modalità reale (per esempio ANSI.SYS) non possono più essere fatti caricare da Autoexec.bat o Config.sys. Ancora, win.com non è più eseguito durante il processo di avvio, invece è direttamente eseguito da VMM32.VXD mediante IO.SYS.
In Windows 98, i file Autoexec.bat e Config.sys erano usati per impostare variabili d'ambiente globali. In Windows Me, questi file erano controllati continuamente per cogliere eventuali modifiche che si riferivano alle variabili d'ambiente, perché esse dovevano essere importate a causa dell'assenza del parsing dei suddetti file all'avvio di Windows Me o di una nuova sottosessione MS-DOS. Per specificare o modificare valori nel file autoexec.bat, l'utente deve editare il seguente valore del registro:
HKEY_LOCAL_MACHINE\System\CurrentControlSet\Control\SessionManager\Environment
Windows Me fu l'ultima versione di Windows ad includere un sottosistema MS-DOS in modalità reale, sebbene l'accesso ad esso fosse ristretto. Tuttavia il CD-ROM di Windows e il dischetto di avvio consentivano il booting di una sessione MS-DOS in modalità reale.
Un programma di una terza parte fu fatto per riportare la modalità reale in Windows Me. Funzionava modificando tre file: IO.SYS, COMMAND.COM e REGENV32.EXE, fornendo così un processo di avvio di Windows Me simile a quello delle precedenti versioni della serie Windows 9x.

## Rapporti con le altre versioni di Windows
Windows Me fu accoppiato al sistema operativo basato su NT Windows 2000, che si rivolgeva all'utenza professionale. Entrambi furono seguiti da Windows XP che univa le loro caratteristiche. Il supporto per Windows Me, così come quello per Windows 98, terminò l'11 luglio 2006; da tale data Microsoft non fornisce più supporto telefonico né aggiornamenti per la sicurezza per questi prodotti, perché li considera obsoleti.
Molte applicazioni terze scritte per le precedenti versioni di Windows, in particolare giochi, funzionano con Windows Me ma non con Windows 2000. Questo fatto è divenuto meno rilevante con il declino di popolarità di Windows Me dopo l'uscita di Windows XP, che possiede una caratteristica di esecuzione di programmi in modalità compatibile, consentendo così a molte delle vecchie applicazioni di essere eseguite.
Se si tenta di avviare un'installazione di Windows 2000 in un ambiente Windows Me, viene chiesto all'utente se vuole aggiornare il sistema, poiché il numero di versione di Me è più vecchio di quello di Windows 2000. Se ciò non è tecnicamente vero (Windows Me fu pubblicato molti mesi dopo Windows 2000), Windows Me è in effetti derivato dal vecchio, monolitico codice MS-DOS (Windows 4.x) mentre Windows 2000 è il primo sistema della famiglia NT 5.0 ed è quindi considerabile un upgrade di Windows Me.
Viceversa Windows 2000 non può essere aggiornato a Windows Me. Se un'installazione di Windows Me è avviata in un sistema che esegue Windows 2000, l'utente riceve un messaggio di errore comunicante che il Setup non può essere eseguito in Windows 2000 e viene chiesto di spegnere Windows 2000, riavviare il computer usando Windows 95, Windows 98 o MS-DOS e eseguire il setup dal prompt dei comandi del DOS.
Windows XP, che è basato su NT, divenne il successore di Windows Me. Esso chiuse anche la distanza che occorreva tra i Windows per il mercato consumer e quelli per il mercato professional. Non furono mai distribuiti Service Pack (aggiornamenti a vita operativa in corso) per Windows Me.
Insieme a Windows 2000, della famiglia NT, Windows Me fu l'ultima versione di Windows a non includere la tecnologia di attivazione del prodotto WGA.

## Critiche
Windows Me fu criticato molto pesantemente sia dagli utenti che dagli esperti informatici per la sua instabilità e inaffidabilità, che lo portava a episodi di freeze e crash molto frequenti. Un articolo di PC World parodiò il soprannome "Millenium Edition" di Windows Me, trasformandolo in "Mistake Edition" (traducibile con "Edizione dell'errore"), e lo inserì al quarto posto della lista dei "Peggiori prodotti di tutti i tempi". Citava: "Shortly after Me appeared in late 2000, users reported problems installing it, getting it to run, getting it to work with other hardware or software, and getting it to stop running." ("Subito dopo che Windows Me apparve alla fine del 2000, gli utenti riportarono problemi installandolo, avviandolo, lavorandoci con altro hardware e software e spegnendolo."). Anche la stessa Microsoft venne a conoscenza della sua impopolarità ed ammise il fatto che il prodotto fu un fallimento.
La caratteristica Ripristino configurazione di sistema a volte finiva con recuperare anche dei virus che l'utente aveva precedentemente rimosso, poiché il sistema di tracciamento dei cambiamenti era piuttosto semplicistico. Disabilitando il Ripristino configurazione di sistema, il virus poteva essere rimosso, ma l'utente perdeva tutti i punti di ripristino salvati fino al momento della disattivazione.
Ripristino configurazione di sistema soffriva anche di un bug nella funzionalità di datazione causando quindi la possibilità che esso datasse in modo sbagliato punti di ripristino salvati prima dell'8 settembre 2001. Ciò aveva la conseguenza di nascondere i punti di ripristino al Ripristino configurazione di sistema e poteva causare il fallimento della procedura di ripristino. La Microsoft distribuì un aggiornamento che correggeva il problema.

## Requisiti di sistema
|                        | Requisiti Minimi  | Requisiti Consigliati |
| ---------------------- | ----------------- | --------------------- |
| Processore             | Pentium a 150 MHz | Pentium II a 300 MHz  |
| RAM                    | 32 MB             | 96 MB                 |
| Spazio su Disco Rigido | 320 MB            | 2GB                   |

## Galleria d'immagini

Installazione di Windows Me
Avvio di Windows Me.
Esplora Risorse in Windows Me
Microsoft Internet Explorer su Windows Me